# Distretto di Mannar
Il distretto di Mannar è un distretto dello Sri Lanka, situato nella provincia Settentrionale e che ha come capoluogo Mannar.